# 진헌식
진헌식(陳憲植, 1902년 2월 9일 ~ 1980년 9월 19일)은 대한민국의 제헌 국회의원과 제2대 충청남도지사, 제10대 내무부 장관을 역임한 정치인이다. 본관은 여양이며, 출생지는 충청남도 연기군이다.

## 약력
- 일본 주오 대학 법학부 학사
- 보성전문학교 및 양정고보 강사
- 조선광업(주)상무 취체역, 동림기계(주)취체역
- 대한민국 임시정부 내무부 정치공작대 비서장
- 대한독립촉성국민회 중앙본부 조사부장
- 아주토건(주) 고문
- 한국민족외교후원회 외교부장
- 재단법인 국민대학 이사
- 한국민족대표자대회 서울대표 대의원
- 양우실업구락부 이사장
- 1948년 5월 10일 : 제헌 국회의원(충남 연기)

## 역대 선거 결과
|  | 25.11% |

|  | 18.24% |

|  | 7.17% |

|  | 3.58% |

## 참고 자료
- 《대한민국 의정총람》, 국회의원총람발간위원회, 1994년
- 진헌식 - 대한민국헌정회

| 전임 이영진 | 제2대 충청남도지사 1951년 12월 17일 ~ 1952년 8월 29일 | 후임 성낙서 |

| 전임 김태선 | 제10대 내무부 장관 1952년 8월 29일 ~ 1953년 9월 19일 | 후임 황호현 (서리) |